# Kazuo Tomita
Kazuo Tomita (jap. 富田 一雄 Tomita Kazuo; ur. 1 stycznia 1939 w Karume) – japoński pływak. Brązowy medalista olimpijski z Rzymu.
Specjalizował się w stylu grzbietowym. Zawody w 1960 były jego drugimi igrzyskami olimpijskimi, debiutował w 1956. Medal zdobył w sztafecie 4 × 100 metrów stylem zmiennym. Na igrzyskach azjatyckich zdobył trzy złote medale i jeden srebrny. W 1958 triumfował na dystansie 200 metrów grzbietem, w 1962 na 100 metrów grzbietem oraz w sztafecie 4 × 100 metrów stylem zmiennym oraz srebro na 200 metrów grzbietem.